# Obolcola pulverea
Obolcola pulverea là một loài bướm đêm trong họ Geometridae.